# دير سيدة راس بعلبك

## الموقع
يقع هذا الدير في بلدة راس بعلبك (اللبنانية) التي تقع إلى الجنوب من مدينة الهرمل وعلى مسافة حوالي اثنا عشر كيلومترا، وإلى الشمال من مدينة بعلبك على مسافة حوالي ثماني وخمسين كيلومترا.

## لمحة تاريخية
بلدة رأس بعلبك ليست سوى “كونّا” البيزنطية المذكورة في الوثائق الرسمية لمجمّع خلقيدونية. يضم دير سيدة رأس بعلبك الكنيسة العجائبية، ويديره آباء “الرهبانية الباسيلية الحلبية” للروم الكاثوليك. بني على أنقاض معبد روماني خلال المرحلة البيزنطية بين القرنين الرابع والسادس الميلادي، وقد تهدم على أثر زلزال عام 555م. رمم عدة مرات ومازالت آثار الفن البيزنطي الكورنثي ظاهرة للعيان في أساساته من صلبان بيزنطية متساوية الفروع، تحوط بها أغصان الغار، إلى تيجان الأعمدة، إلى ما هنالك من آثار لا تزال تشهد على عراقة هذا الدير. ويعتبر محجاً لآلاف المؤمنين من مختلف الطوائف سنوياً، جراء معجزات عديدة نسبت لسيدة رأس بعلبك.